# Atletisme als Jocs Olímpics d'Estiu de 2024 - 10000m femení
La prova de 10.000m femenina d'Atletisme als Jocs Olímpics de París 2024 va ser la 10a edició de l'esdeveniment en unes Olimpíades. La prova es va disputar el 9 d'agost del 2024 a l'Stade de France de París.
La kenyana Beatrice Chebet, va guanyar la medalla d'or després d'imposar-se en una ajustadíssima final, amb un temps de 30:43.25 minuts. Aquesta victòria va suposar la primera medalla d'or pel país africà en tota la història de la prova olímpica. La medalla de plata va ser per la italiana Nadia Battocletti qui, amb una marca de 30:43.35 minuts, va aconseguir el rècord nacional italià i la primera medalla en la prova olímpica pel país mediterrani. La medalla de bronze se la va endur la neerlandesa Sifan Hassan, qui va quedar tercera amb una marca de 30:44.12 minuts.
L'equip d'Etiòpia és, amb diferència, la selecció més guardonada, amb 5 medalles d'or, 2 medalles de plata i 4 medalles de bronze, en les 10 edicions que l'esdeveniment ha estat present als Jocs Olímpics. L'etíop Tirunesh Dibaba, amb 3 medalles d'or, és l'atleta més guardonada en tota la història de la competició.

## Format
Els 10.000 metres són una prova de fons de l'atletisme que consisteix a córrer 25 voltes a la pista olímpica en el menor temps possible. La competició únicament va consistir en una sola cursa, on hi van participar les 26 atletes classificades. Les 3 atletes que van quedar al capdavant, van obtenir les medalles.

## Classificació
Hi havia dues maneres de classificar-se per la prova olímpica. La forma principal era superant la marca estàndard de classificació (que per aquesta edició eren 30:40.00 minuts), en qualsevol prova organitzada o supervisada per la Federació Internacional d'Atletisme, entre el 31 de desembre de 2022 i el 30 de juny de 2024. Els llocs sobrants, van ser per les atletes que no van aconseguir aquesta marca, mitjançant el rànquing de camp a través, el rànquing atlètic  i les places d'invitació.
| Mètode de classificació     | Places | País          | Atleta classificada        |
| --------------------------- | ------ | ------------- | -------------------------- |
| Marca estàndard - 30:40.00' | 3      | Etiòpia       | Tsigie Gebreselama         |
| Marca estàndard - 30:40.00' | 3      | Etiòpia       | Fotyen Tesfay              |
| Marca estàndard - 30:40.00' | 3      | Etiòpia       | Gudaf Tsegay               |
| Marca estàndard - 30:40.00' | 3      | Kenya         | Beatrice Chebet            |
| Marca estàndard - 30:40.00' | 3      | Kenya         | Lilian Kasait Rengeruk     |
| Marca estàndard - 30:40.00' | 3      | Kenya         | Margaret Kipkemboi         |
| Marca estàndard - 30:40.00' | 2      | Països Baixos | Diane van Es               |
| Marca estàndard - 30:40.00' | 2      | Països Baixos | Sifan Hassan               |
| Marca estàndard - 30:40.00' | 2      | Regne Unit    | Eilish McColgan            |
| Marca estàndard - 30:40.00' | 2      | Regne Unit    | Megan Keith                |
| Marca estàndard - 30:40.00' | 2      | Uganda        | Sarah Chelangat            |
| Marca estàndard - 30:40.00' | 2      | Uganda        | Joy Cheptoyek              |
| Marca estàndard - 30:40.00' | 1      | Austràlia     | Lauren Ryan                |
| Marca estàndard - 30:40.00' | 1      | Estats Units  | Weini Kelati               |
| Rànquing camp a través      | 1      | Burundi       | Francine Niyomukunzi       |
| Rànquing camp a través      | 1      | Eritrea       | Rahel Daniel               |
| Rànquing camp a través      | 1      | França        | Alessia Zarbo              |
| Rànquing camp a través      | 1      | Itàlia        | Nadia Battocletti          |
| Rànquing camp a través      | 1      | Uganda        | Annet Chemengich Chelangat |
| Rànquing atlètic            | 2      | Japó          | Rino Goshima               |
| Rànquing atlètic            | 2      | Japó          | Haruka Kokai               |
| Places reallotjades         | 2      | Estats Units  | Karissa Schweizer          |
| Places reallotjades         | 2      | Estats Units  | Parker Valby               |
| Places reallotjades         | 1      | Eslovènia     | Klara Lukan                |
| Places reallotjades         | 1      | Japó          | Yuka Takashima             |
| Places reallotjades         | 1      | Kazakhstan    | Daisy Jepkemei             |

## Rècords
Abans de la prova, els rècords eren els següents:
| Rècord             | Atleta            | Temps    | Lloc           | Data                  |
| ------------------ | ----------------- | -------- | -------------- | --------------------- |
| Rècord del Món     | Beatrice Chebet   | 28:54.14 | Eugene         | 25 de maig de 2024    |
| Rècord Olímpic     | Almaz Ayana       | 29:17.45 | Rio de Janeiro | 12 d'agost de 2016    |
| Rècord Àfrica      | Beatrice Chebet   | 28:54.14 | Eugene         | 25 de maig de 2024    |
| Rècord Àsia        | Junxia Wang       | 29:31.78 | Pequín         | 8 de setembre de 1993 |
| Rècord Europa      | Sifan Hassan      | 29:06.82 | Hengelo        | 6 de juny de 2021     |
| Rècord NACAC       | Alicia Monson     | 30:03.82 | Califòrnia     | 4 de març de 2023     |
| Rècord Oceania     | Kimberley Smith   | 30:35.54 | Califòrnia     | 4 de maig de 2008     |
| Rècord Sud-amèrica | Florencia Borelli | 31:33.07 | Califòrnia     | 16 de març de 2024    |

## Competició

### Final
La final es va disputar el 9 d'agost de 2024 a les 20:57h.
| Posició | Atleta                     | País          | Temps       |
| ------- | -------------------------- | ------------- | ----------- |
| 1       | Beatrice Chebet            | Kenya         | 30:43.25    |
| 2       | Nadia Battocletti          | Itàlia        | 30:43.35 NR |
| 3       | Sifan Hassan               | Països Baixos | 30:44.12    |
| 4       | Margaret Kipkemboi         | Kenya         | 30:44.58    |
| 5       | Lilian Kasait Rengeruk     | Kenya         | 30:45.04    |
| 6       | Gudaf Tsegay               | Etiòpia       | 30:45.21    |
| 7       | Fotyen Tesfay              | Etiòpia       | 30:46.93    |
| 8       | Weini Kelati               | Estats Units  | 30:49.98    |
| 9       | Karissa Schweizer          | Estats Units  | 30:51.99    |
| 10      | Tsigie Gebreselama         | Etiòpia       | 30:54.57    |
| 11      | Parker Valby               | Estats Units  | 30:59.28    |
| 12      | Sarah Chelangat            | Uganda        | 31:02.37    |
| 13      | Lauren Ryan                | Austràlia     | 31:13.25    |
| 14      | Francine Niyomukunzi       | Burundi       | 31:17.02 PB |
| 15      | Eilish McColgan            | Regne Unit    | 31:20.51    |
| 16      | Diane van Es               | Països Baixos | 31:25.51    |
| 17      | Daisy Jepkemei             | Kazakhstan    | 31:26.55    |
| 18      | Rino Goshima               | Japó          | 31:29.48    |
| 19      | Haruka Kokai               | Japó          | 31:44.03    |
| 20      | Klara Lukan                | Eslovènia     | 31:45.15    |
| 21      | Annet Chemengich Chelangat | Uganda        | 31:50.41 PB |
| 22      | Yuka Takashima             | Japó          | 31:52.07    |
| 23      | Megan Keith                | Regne Unit    | 33:19.92    |
| 24      | Rahel Daniel               | Eritrea       | DNF         |
| 25      | Alessia Zarbo              | França        | DNF         |
| 26      | Joy Cheptoyek              | Uganda        | DNS         |

## Medaller històric
| Posició | País          | Or | Argent | Bronze | Total |
| ------- | ------------- | -- | ------ | ------ | ----- |
| 1       | Etiòpia       | 5  | 2      | 4      | 11    |
| 2       | Kenya         | 1  | 2      | 2      | 5     |
| 3       | Xina          | 1  | 1      | 0      | 2     |
| 4       | URSS          | 1  | 0      | 1      | 2     |
| 4       | Països Baixos | 1  | 0      | 1      | 2     |
| 4       | Portugal      | 1  | 0      | 1      | 2     |
| 7       | Estats Units  | 0  | 1      | 1      | 2     |
| 8       | Bahrain       | 0  | 1      | 0      | 1     |
| 8       | Sud-àfrica    | 0  | 1      | 0      | 1     |
| 8       | Regne Unit    | 0  | 1      | 0      | 1     |
| 8       | Itàlia        | 0  | 1      | 0      | 1     |